# Gitiadasz
Gitiadasz (I. e. 6. század második fele) görög szobrász.
Életéről semmit sem tudunk. Az archaikus kor egyik legkiválóbb szobrásza volt, Spártában élt és alkotott. Ókori források szerint az ő nevéhez köthető az „Érclakású” Pallasz Athéné spártai templomának újjáépítése, ő készítette el a templomban az istennő kultusszobrát is. Készített még domborműves bronz háromlábakat is a Spárta melletti Amüklaiban. Ránk egyetlen műve sem maradt.